# Campanula flaccidula
Campanula flaccidula là loài thực vật có hoa trong họ Hoa chuông. Loài này được Vatke mô tả khoa học đầu tiên năm 1874.